# Лебединка (Крым)
Лебеди́нка (до 1948 года Шейх-Мана́й; укр. Лебединка, крымскотат. Şeyh Manay, Шейх Манай) — село в Советском районе Республики Крым, входит в состав Краснофлотского сельского поселения (согласно административно-территориальному делению Украины — Краснофлотского сельского совета Автономной Республики Крым).

## Население
| 2001 | 2014 |
| ---- | ---- |
| 83   | ↘64  |

Всеукраинская перепись 2001 года показала следующее распределение по носителям языка
| Язык             | Процент |
| ---------------- | ------- |
| русский          | 73.49   |
| крымскотатарский | 16.87   |
| украинский       | 8.43    |
| молдавский       | 1.2     |

### Динамика численности
| - 1805 год — 69 чел. - 1864 год — 68 чел. - 1889 год — 191 чел. - 1892 год — 108 чел. - 1900 год — 279 чел. - 1915 год — 179/51 чел. | - 1926 год — 233 чел. - 1939 год — 388 чел. - 1989 год — 66 чел. - 2001 год — 83 чел. - 2009 год — 76 чел. - 2014 год — 64 чел. |

## Современное состояние
На 2017 год в Лебединке числится 2 улицы — Полевая и Раздольная; на 2009 год, по данным сельсовета, село занимало площадь 35,2 гектара на которой, в 27 дворах, проживало 76 человек.

## География
Лебединка — село в центре района, в степном Крыму, высота центра села над уровнем моря — 28 м. Ближайшие сёла — Варваровка в 2 км на юго-восток, Заветное в 4 км на запад и Корнеевка в 2,5 км на северо-запад. Райцентр Советский — примерно в 7 километрах (по шоссе) восточнее, там же ближайшая железнодорожная станция — Краснофлотская (на линии Джанкой — Феодосия). Транспортное сообщение осуществляется по региональным автодорогам 35Н-580 Советский — Привольное и 35Н-561 Лебединка — Варваровка до шоссе граница с Украиной — Джанкой — Феодосия — Керчь (по украинской классификации — С-0-11423 и С-0-11403).

## История
Первое документальное упоминание села встречается в Камеральном Описании Крыма… 1784 года, судя по которому, в последний период Крымского ханства Шак Менап входил в Кучук Карасовский кадылык Карасъбазарскаго каймаканства. После присоединения Крыма к России (8) 19 апреля 1783 года, (8) 19 февраля 1784 года, именным указом Екатерины II сенату, на территории бывшего Крымского Ханства была образована Таврическая область и деревня была приписана к Левкопольскому, а после ликвидации в 1787 году Левкопольского — к Феодосийскому уезду Таврической области. После Павловских реформ, с 1796 по 1802 год, входила в Акмечетский уезд Новороссийской губернии. По новому административному делению, после создания 8 (20) октября 1802 года Таврической губернии, Шейх-Монай был включён в состав Байрачской волости Феодосийского уезда.
По Ведомости о числе селении, названиях оных, в них дворов… состоящих в Феодосийском уезде от 14 октября 1805 года , в деревне Шейх-Монак числилось 7 дворов и 69 жителей крымских татар. На военно-топографической карте генерал-майора Мухина 1817 года деревня Шекманак обозначена с 13 дворами. После реформы волостного деления 1829 года Шик Манак, согласно «Ведомости о казённых волостях Таврической губернии 1829 года», отнесли к Учкуйской волости (переименованной из Байрачской). На карте 1836 года в деревне 7 дворов, а на карте 1842 года Шикманак обозначен условным знаком «малая деревня», то есть, менее 5 дворов.
В 1860-х годах, после земской реформы Александра II, деревню определили центром Шейих-Монахской волости. Согласно «Списку населённых мест Таврической губернии по сведениям 1864 года», составленному по результатам VIII ревизии 1864 года, Шихманак — владельческая деревня, татарская и русская, с 18 дворами, 68 жителями и мечетью при колодцах. По обследованиям профессора А. Н. Козловского начала 1860-х годов, в селении были колодцы с пресной водой глубиною не более 1,5 саженей (3 м). На трёхверстовой карте Шуберта 1865—1876 года деревня Шикманак обозначена с 10 дворами. По «Памятной книге Таврической губернии 1889 года», по результатам Х ревизии 1887 года, в деревне Шеих-Монах числилось 28 дворов и 191 житель. По «…Памятной книжке Таврической губернии на 1892 год» в деревне Шеих-Монах, входившей в Семенское сельское общество, числилось 33 жителя в 6 домохозяйствах, а в безземельной деревне Шеих-Монах, не входившей ни в одно сельское общество (так обычно записывались недолговечные поселения аредаторов), было 75 жителей, у которых домохозяйств не числилось.
После земской реформы 1890-х годов деревню приписали к Андреевской волости. По «…Памятной книжке Таврической губернии на 1900 год» в деревне Шеих-Монах, входившей в Семенское сельское общество, числилось 279 жителей в 32 дворах. В 1912 году в деревне было начато строительство нового здания мектеба. По Статистическому справочнику Таврической губернии. Ч.II-я. Статистический очерк, выпуск пятый Феодосийский уезд, 1915 год, в селе Шеих-Монах Андреевской волости Феодосийского уезда числилось 36 дворов (10 дворов с землёй, 26 — безземельные) со смешанным населением в количестве 179 человек приписных жителей и 51 — «посторонних», из которых 119 мужчин и 111 женщин. Жители владели 786 десятинами удобной земли. В хозяйствах имелось 137 лошадей, 60 волов, 65 коров и 260 голов свиней, овец или коз.
После установления в Крыму Советской власти, по постановлению Крымревкома № 206 «Об изменении административных границ» от 8 января 1921 года была упразднена волостная система и село вошло в состав Ичкинского района Феодосийского уезда, а в 1922 году уезды получили название округов. 11 октября 1923 года, согласно постановлению ВЦИК, в административное деление Крымской АССР были внесены изменения, в результате которых округа были отменены, Ичкинский район упразднили, включив в состав Феодосийского в состав которого включили и село. Согласно Списку населённых пунктов Крымской АССР по Всесоюзной переписи 17 декабря 1926 года, в селе Шейх-Монай, Ичкинского сельсовета Феодосийского района, числилось 50 дворов, из них 45 крестьянских, население составляло 233 человека, из них 159 татар, 58 русских, 13 немцев, 3 украинца, действовала татарская школа I ступени (пятилетка). Постановлением ВЦИК «О реорганизации сети районов Крымской АССР» от 30 октября 1930 года Феодосийский район был упразднён и был создан Сейтлерский район (по другим сведениям 15 сентября 1931 года) и село включили в состав Сейтлерского, а с образованием в 1935 году Ичкинского — в состав нового района. По данным всесоюзной переписи населения 1939 года в селе проживало 388 человек.
В 1944 году, после освобождения Крыма от фашистов, согласно Постановлению ГКО № 5859 от 11 мая 1944 года, 18 мая крымские татары были депортированы в Среднюю Азию. 12 августа 1944 года было принято постановление № ГОКО-6372с «О переселении колхозников в районы Крыма» и в сентябре 1944 года в район приехали первые новоселы (180 семей) из Тамбовской области, а в начале 1950-х годов последовала вторая волна переселенцев из различных областей Украины. С 25 июня 1946 года Шейх-Монай в составе Крымской области РСФСР. Указом Президиума Верховного Совета РСФСР от 18 мая 1948 года, Шейх-Монай переименовали в Лебединку. 26 апреля 1954 года Крымская область была передана из состава РСФСР в состав УССР. Время включения в Краснофлотский сельсовет пока не установлено: на 15 июня 1960 года село уже числилось в его составе. Указом Президиума Верховного Совета УССР «Об укрупнении сельских районов Крымской области», от 30 декабря 1962 года Советский район был упразднён и село присоединили к Нижнегорскому. 8 декабря 1966 года Советский район был восстановлен и село вновь включили в его состав. По данным переписи 1989 года в селе проживало 66 человек. С 12 февраля 1991 года село в восстановленной Крымской АССР, 26 февраля 1992 года переименованной в Автономную Республику Крым. С 21 марта 2014 года в составе Крыма аннексирована Россией.